# Lluís Bassat

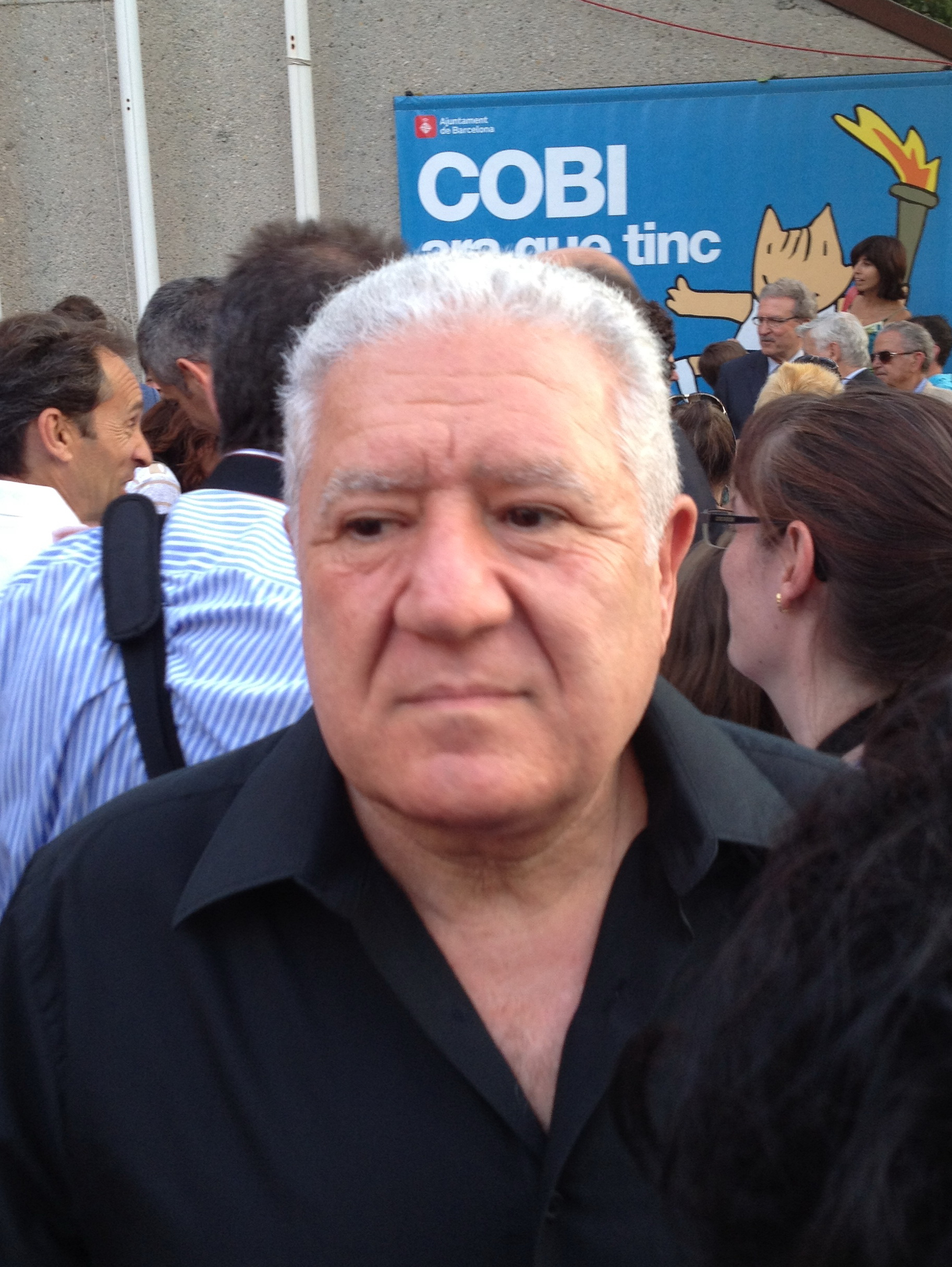
Lluís Bassat

Lluís Bassat Coen of Cohen (Barcelona, 6 oktober 1941) is een Spaanse zakenman van Joodse afkomst.

## Loopbaan
Bassat is directeur van het reclamebureau Bassat, Ogilvy & Mather, dat hij in 1975 oprichtte onder de naam Bassat & Asociados. Hij leidde de organisatie van de openings- en sluitingsceremonie van de Olympische Zomerspelen 1992 in Barcelona en Bassat was betrokken bij de promotie van de Expo 1992 van Sevilla.

## FC Barcelona

### Verkiezingscampagne 2000
In 2000 stelde Bassat zich voor de eerste keer verkiesbaar voor de positie van president van FC Barcelona. Hij haalde uiteindelijk de laatste ronde van de verkiezingen, waarin de toenmalige vicepresident van de club Joan Gaspart zijn tegenstander was. Bassat probeertde stemmen te trekken met beloftes om Zinédine Zidane, destijds spelend bij Juventus, en Gerard López als spelers naar de club te halen en Johan Cruijff aan te stellen als vicepresident. Verder zouden Llorenç Serra Ferrer en Aitor Beguiristain belangrijke posities in het sportieve bestuur gaan bekleden onder zijn voorzitterschap. Basat kreeg in zijn campagne de steun van onder meer zanger Joan Manuel Serrat en schrijver Manuel Vázquez Montalbán. Uiteindelijk behaalde Bassat 43% van de stemmen tegen 55% voor Gaspart.

### Verkiezingscampagne 2003
Na het vertrek van Gaspart in 2003 stelde Bassat zich opnieuw verkiesbaar voor de positie van president van FC Barcelona. Met 8.590 behaalde handtekeningen had hij meer dan voldoende steun om deel te mogen nemen aan de uiteindelijke verkiezingen. Hij beloofde voormalig FC Barcelona-aanvoerder Josep Guardiola aan te stellen als technisch directeur en Ronald Koeman te contracteren als de nieuwe trainer. Bassat had bij zijn campagne de steun van onder meer tenor Josep Carreras en supermodel Judith Masco. Met de Catalaanse bank La Caixa kwam hij tot een akkoord over het bestrijden van de hoge schulden van de club en investeringen in de club. Bovendien had Bassat goede contacten met de Catalaanse regeringspartij Convergencia. Bassat gold als de grote favoriet voor de overwinning, maar hij verloor uiteindelijk van de advocaat Joan Laporta. Bassat haalde 31,5% van de stemmen.